# Lederjacke

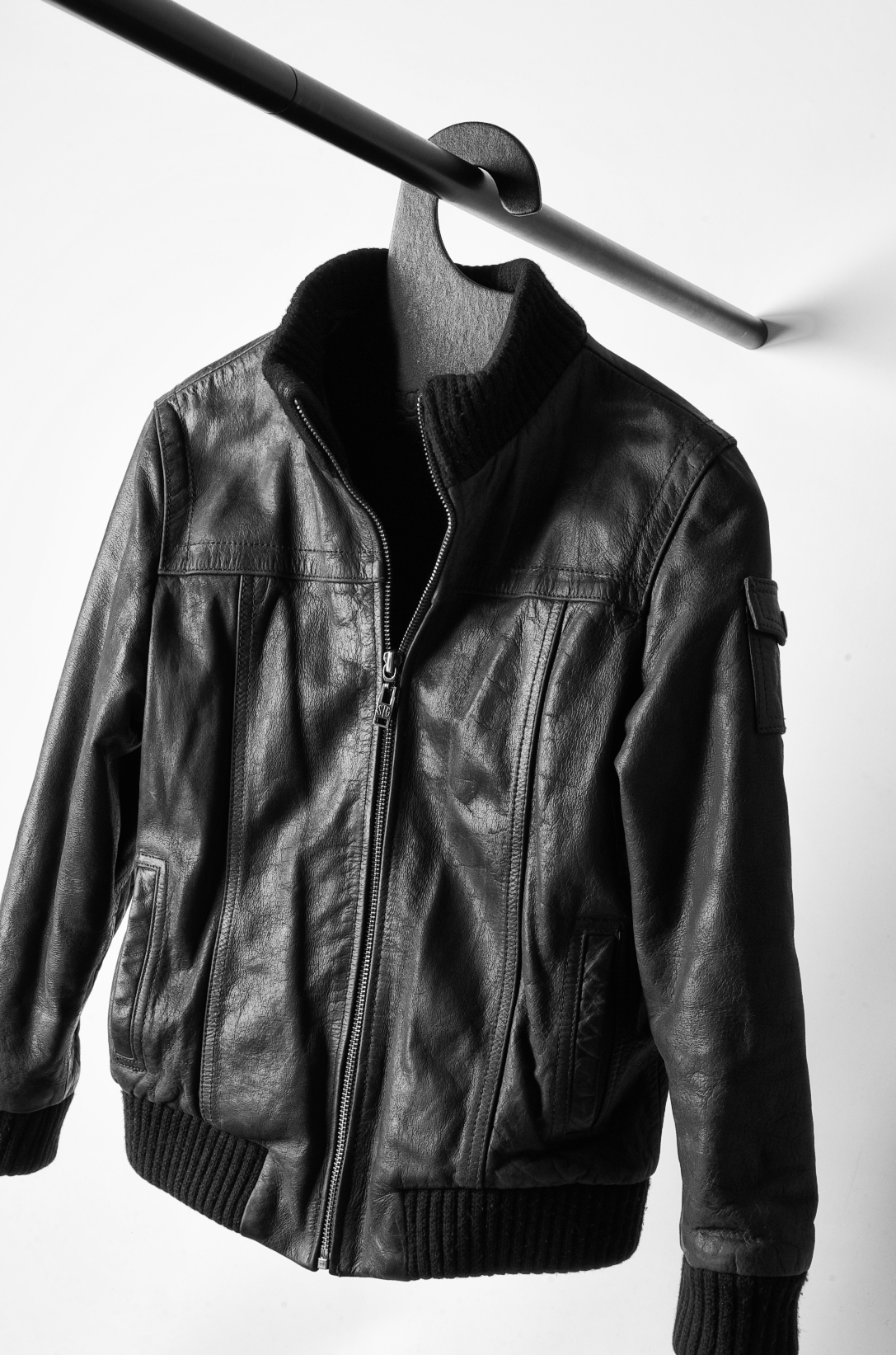
Lederjacke im Blousonstil

Als Lederjacken werden alle Jacken aus Leder bezeichnet, unabhängig von ihrem Schnitt. Sie findet als funktionelles Kleidungsstück sowie als Modeaccessoire Verwendung. Als Funktionskleidung wird sie unter anderem von Motorradfahrern und Piloten getragen. Dafür wurden spezifische Schnitte entwickelt, die bis heute in der Mode zitiert, übernommen und variiert werden.
Die Lederjacke der Flieger hat typischerweise eine braune, dunkelgraue oder schwarze Farbgebung, die der Motorradfahrer und Subkulturen ist traditionell in Schwarz gehalten. Im Motorradsportbereich sind Lederjacken häufig bunt, z. B. in den Farben der Sponsoren.
Der Lederjacke haftet oft ein klischeehaftes männliches Image an. Die Assoziationen zur Welt der Cafe Racer, Kampfflieger, Polizisten etc. ist auch bei modischen Jacken durch die stilistische Nähe häufig noch zu spüren. Bestimmte Formen der Lederjacken werden zudem mit gewissen Subkulturen in Verbindung gebracht. Häufig sind es solche, bei denen Härte oder traditionelle Bilder von Männlichkeit eine Rolle spielen, etwa Rock ’n’ Roll, Rockabilly, Rockers, Rocker, Punks, Goths, Metaller und Rivetheads.

## Funktionen
Es bestehen beachtliche Unterschiede zwischen als Modeartikel hergestellten Lederjacken und jenen, die als Schutz getragen werden (bei Aktivitäten wie z. B. Motorradfahren). Lederjacken die zu Schutzzwecken entworfen wurden, sind schwerer, dicker und oft mit Platten verstärkt.
Lederjacken finden zudem als Uniform oder Dienstkleidung Verwendung. So kann man sie in Deutschland als Teil Uniform der Polizei, beim Zoll, bei Ordnungsämtern, für die Fahrzeugführer der Deutschen Bahn oder anderen kommunalen und privaten Verkehrsbetrieben finden.

## Popkultur

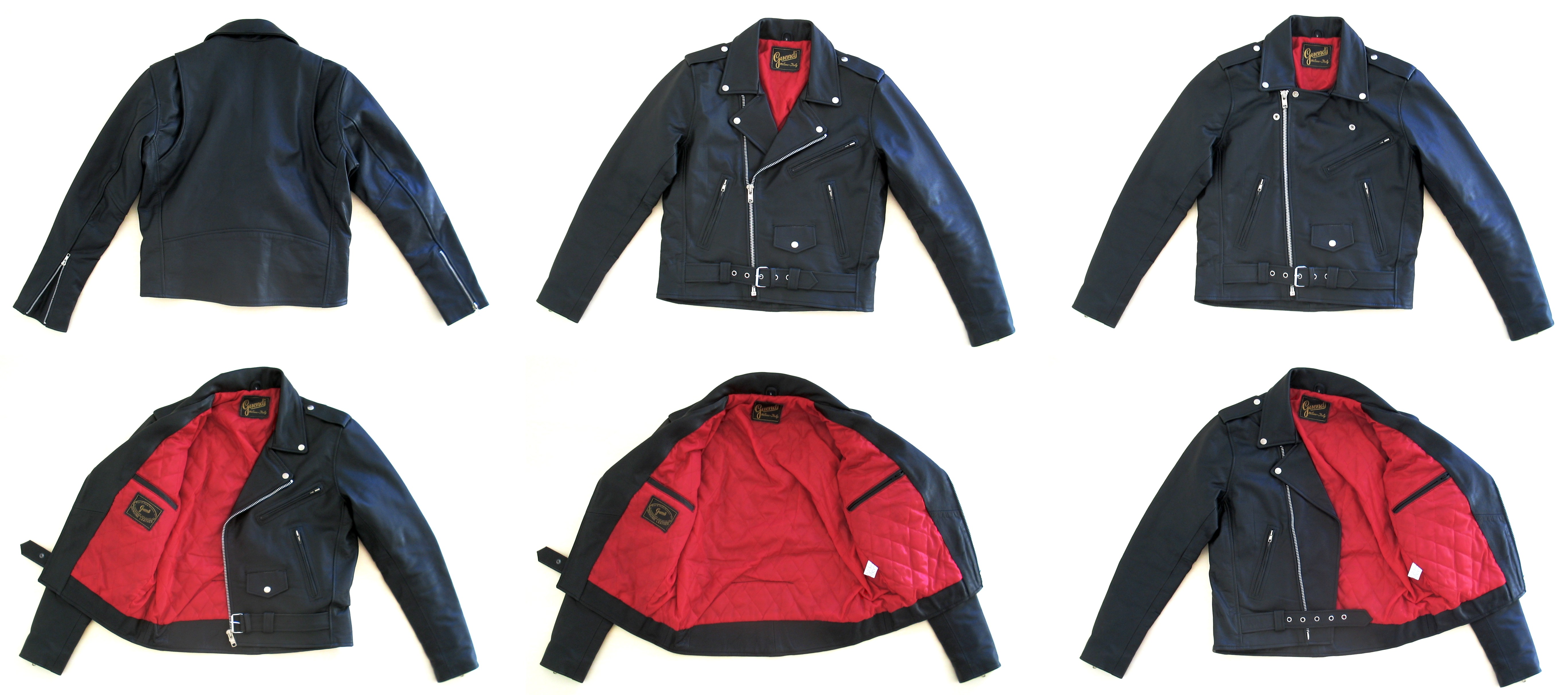
Eine Lederjacke aus verschiedenen Perspektiven

Im 20. Jahrhundert erlangte die Lederjacke teilweise Kultstatus, hauptsächlich durch den Film. Beispiele sind unter anderem die Perfecto, getragen von Marlon Brandos Johnny Strabler in Der Wilde (1953), Honor Blackman als Cathy Gale in The Avengers, und Michael Paré in Eddie and the Cruisers (1983). Alle zusammen machten die Lederjacke bei der amerikanischen und britischen Jugend populär, angefangen bei der „Greaser“-Subkultur in den 1950ern und frühen 1960ern. Eine spätere Darstellung dieser Art von Jacken und der Zeit waren The Fonz in der TV-Sendung Happy Days, welche in den 1970ern und 1980ern produziert wurde, aber das Leben der 1950er und 1960er schilderte. Fonzies Lederjacke befindet sich jetzt in der Smithsonian Institution. Das Grease-Film-Duo hat seitdem ebenfalls Lederjacken popularisiert. Damals kostete eine Lederjacke zwischen sieben und zwanzig Dollar, in dieser Zeit ein hoher Preis.
Fliegerjacken, die von Piloten und Mitgliedern des Militärs getragen wurden, waren in der Regel braun, wie man an vielen Stars in den 1940ern und 1950ern sehen konnte. Die braune Lederjacke wurde ein unerlässlicher Teil der Garderobe von Hollywood-Abenteurdarstellern, angefangen bei Gary Cooper in Wem die Stunde schlägt bis Harrison Ford in den Indiana-Jones-Filmen. Während die schwarze Lederjacken-Modewelle in den frühen 1960er Jahren endete, blieben Bomberjacken, oft mit Schafspelz-Kragen, populär. Man kann sie in dem Film Top Gun (1986) sehen.

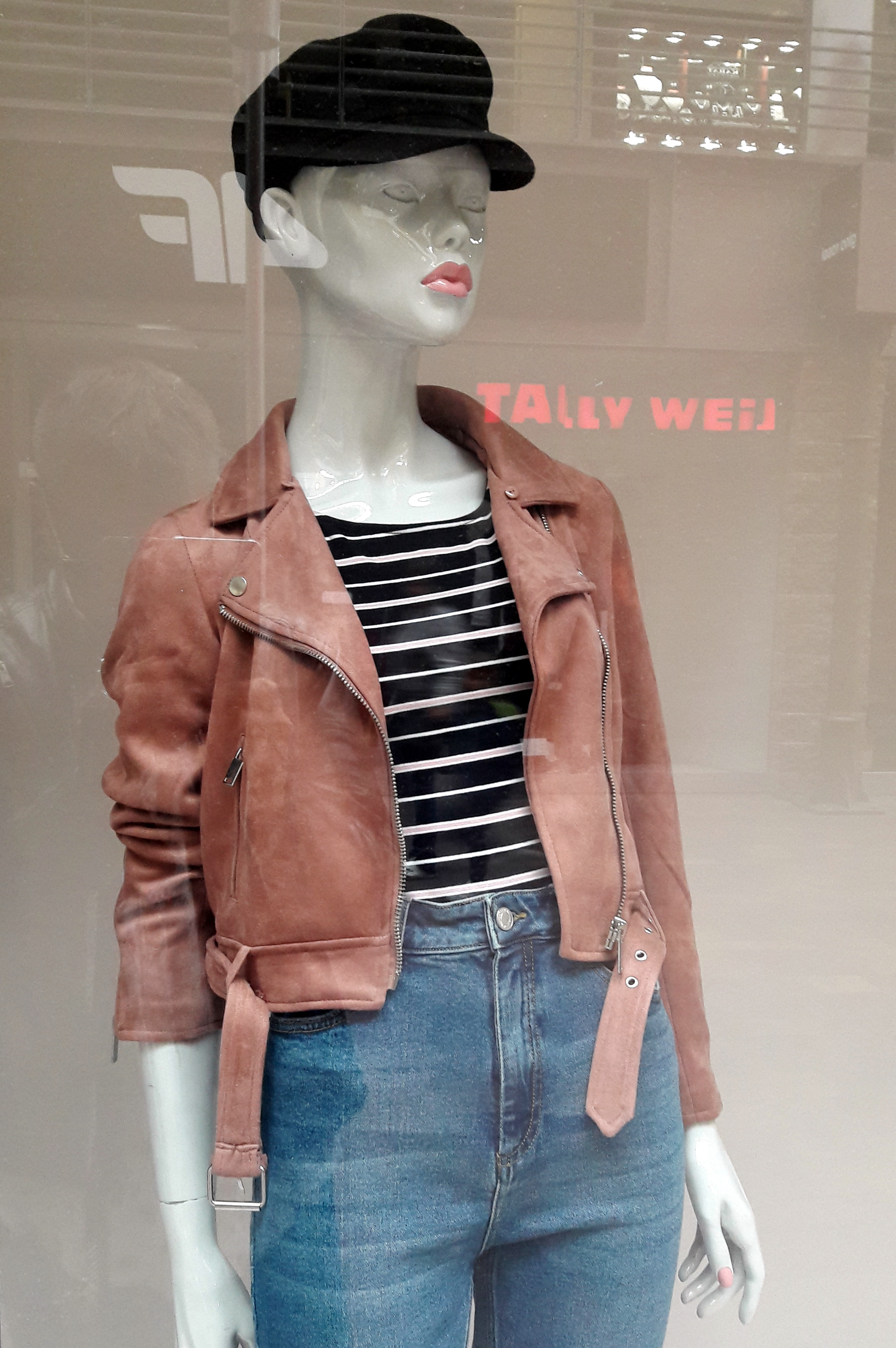
Modische Jacke aus Wildleder, 2018

In der Popkultur gibt es viele weitere Beispiele ikonischer Lederjacken, wie diejenige getragen vom T-800-Charakter aus Terminator-Filmen und der längere ¾-Längen Trench Coat-Stil getragen von Aktionhelden, wie Steven Seagal oder Keanu Reeves und Laurence Fishburne in den Matrix-Filmen. Ein anderes Beispiel ist die Lederjacke von Brad Pitt – eine New Hampstead Blazer – in dem Film Fight Club, in dem der Antagonist Tyler Durden ständig mit anderen Varianten seiner „roten“ Lederjacken auftaucht. Weitere berühmte Lederjacken-Ikonen schließen die von den Mitgliedern der Black Panthers in den 1960ern und 1970ern getragenen ein, Punkrock-Gruppen wie Ramones, die Libertines, Mitglieder der Heavy-Metal-Subkultur etc. Bei den meisten Beispielen aus der Popkultur werden die Jacken von Personen getragen, die ein einschüchterndes oder potentiell gewalttätiges oder rebellisches Image pflegen. Die hellbraune Lederjacke wurde im Bereich Britpop und Independent Musik-Image und -Kultur sehr populär und wurde unter anderem von Kelly Jones von den Stereophonics getragen. Auch die Punk-Kultur setzt auf Lederjacken mit Accessoires wie Ketten, Bolzen oder Nieten. Viele „Metal Heads“ halten sich an den Judas-Priest-Look (schwarze Lederjacke und Lederhosen, Ketten und eine Übermenge an Nieten).
Lederjacken waren populär bei den russischen Bolschewiki und wurden fast zu einer Uniform für Kommissare während des Russischen Bürgerkrieges und später für die Mitglieder der Tscheka. Diese Gewohnheit soll durch den Revolutionär und Politiker Jakow Michailowitsch Swerdlow initiiert worden sein.